# Xi2 Ceti
Título a ser usado para criar uma ligação interna é Xi2 Ceti.
Xi2 Ceti (73 Ceti) é uma estrela na direção da constelação de Cetus. Possui uma ascensão reta de 02h 28m 09.52s e uma declinação de +08° 27′ 36.3″. Sua magnitude aparente é igual a 4.30. Considerando sua distância de 176 anos-luz em relação à Terra, sua magnitude absoluta é igual a 0.64. Pertence à classe espectral B9III.